# Lúcio
Lucimar da Silva Ferreira (Planaltina, Distrito Federal, 8 de mayo de 1978), más conocido como Lúcio, es un exfutbolista brasileño que jugaba de defensa central.

## Trayectoria
Lúcio inició su carrera como futbolista en el Clube Guará. Luego fue transferido al Internacional equipo con el cual debutó como profesional en 1997. En enero de 2001 fue fichado por el Bayer Leverkusen, donde permaneció durante cuatro temporadas y con el cual marcó 15 goles en la Bundesliga. En 2004 pasó al Bayern de Múnich, equipo con el cual obtuvo ocho títulos en cinco temporadas.

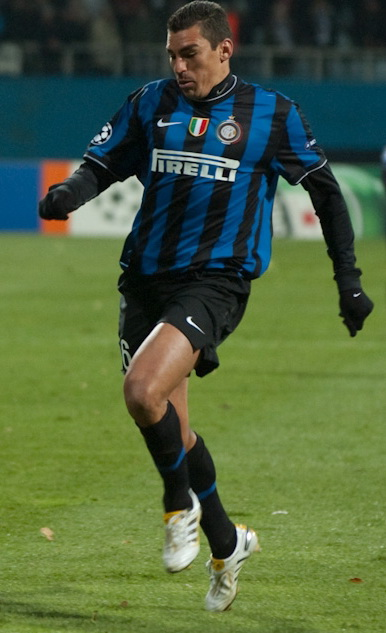
Lúcio con el Inter de Milán en 2009

En el año 2009 fue transferido al Inter de Milán, con el cual obtuvo cuatro títulos a nivel nacional (una Serie A, dos Copa Italia y una Supercopa de Italia) y dos a nivel internacional (una Liga de Campeones de la UEFA y una Copa Mundial de Clubes de la FIFA). El 4 de julio de 2012 fue fichado por la Juventus de Turín con la que firmó un contrato por dos años.
El 17 de diciembre de 2012 la Juventus rescindió el contrato del jugador brasileño debido a que su rendimiento no fue el esperado debido a su lesión, tan solo disputó cuatro partidos con la elástica de la vecchia signora. Luego de su paso en 2013 por el São Paulo, en donde sólo jugó 10 partidos, previo a una ruptura en las relaciones con su entrenador Paulo Autuori, recaló en el Palmeiras en el año de su centenario firmando por una temporada.

## Selección nacional
Ha sido internacional con la selección de Brasil en 105 ocasiones y ha marcado 4 goles. Debutó el 15 de noviembre del 2000, en un encuentro ante la selección de Colombia que finalizó con marcador de 1-0 a favor de los brasileños.
Ha participado en tres Copas del Mundo, en cuatro ediciones de la Copa Confederaciones y en una Copa América. Con la selección sub-23 formó parte de la plantilla que participó en los Juegos Olímpicos de Sídney 2000. Destacó en la Copa Mundial de Corea y Japón 2002, donde Lúcio fue titular los 7 partidos que disputó Brasil, incluida la final ante Alemania, donde Brasil ganó 2-0 y obtuvo el campeonato.
Después de la Copa América 2011, donde Lúcio fue titular en los 4 partidos que disputó Brasil hasta ser eliminado por Paraguay en cuartos de final mediante la tanda de penales, el director técnico Mano Menezes decidió no volver a convocarlo a la verdeamarelha, que luego de un amistoso ante Ghana el 5 de septiembre del mismo año se ratificó, reemplazándolo por David Luiz. La capitanía de la selección quedó a manos de Robinho hasta 2012 donde pasó a ser de Thiago Silva.

### Participaciones en Copa Mundial de Fútbol
| Copa                           | Sede                | Resultado        | Partidos | Goles |
| ------------------------------ | ------------------- | ---------------- | -------- | ----- |
| Copa Mundial de Fútbol de 2002 | Corea del Sur Japón | Campeón          | 7        | 0     |
| Copa Mundial de Fútbol de 2006 | Alemania            | Cuartos de final | 5        | 0     |
| Copa Mundial de Fútbol de 2010 | Sudáfrica           | Cuartos de final | 5        | 0     |

### Participaciones en Copa Confederaciones
| Copa                      | Sede                | Resultado     | Partidos | Goles |
| ------------------------- | ------------------- | ------------- | -------- | ----- |
| Copa Confederaciones 2001 | Corea del Sur Japón | Cuarto puesto | 4        | 0     |
| Copa Confederaciones 2003 | Francia             | Primera fase  | 3        | 0     |
| Copa Confederaciones 2005 | Alemania            | Campeón       | 5        | 0     |
| Copa Confederaciones 2009 | Sudáfrica           | Campeón       | 5        | 1     |

### Participaciones en Copa América
| Copa              | Sede      | Resultado        | Partidos | Goles |
| ----------------- | --------- | ---------------- | -------- | ----- |
| Copa América 2011 | Argentina | Cuartos de final | 4        | 0     |

## Clubes
| Club              | País     | Año       | Partidos | Goles |
| ----------------- | -------- | --------- | -------- | ----- |
| C. R. Guará       | Brasil   | 1997      | 1        | 0     |
| Internacional     | Brasil   | 1997-2000 | 55       | 5     |
| Bayer Leverkusen  | Alemania | 2001-2004 | 122      | 21    |
| Bayern de Múnich  | Alemania | 2004-2009 | 218      | 12    |
| Inter de Milán    | Italia   | 2009-2012 | 136      | 3     |
| Juventus          | Italia   | 2012      | 4        | 0     |
| São Paulo         | Brasil   | 2013      | 31       | 2     |
| Palmeiras         | Brasil   | 2014-2015 | 47       | 2     |
| F. C. Goa         | India    | 2015-2016 | 19       | 0     |
| S. E. Gama        | Brasil   | 2018      | 7        | 0     |
| Brasiliense F. C. | Brasil   | 2018-2019 | 21       | 0     |

## Palmarés

### Campeonatos estaduales
| Título               | Club                   | País               | Año  |
| -------------------- | ---------------------- | ------------------ | ---- |
| Campeonato Brasileño | Clube de Regatas Guará | Distrito Federal   | 1996 |
| Campeonato Gaúcho    | SC Internacional       | Río Grande del Sur | 1997 |

### Campeonatos nacionales
| Título                      | Club             | País     | Año     |
| --------------------------- | ---------------- | -------- | ------- |
| Copa de la Liga de Alemania | Bayern de Múnich | Alemania | 2004    |
| Bundesliga                  | Bayern de Múnich | Alemania | 2004-05 |
| Copa de Alemania            | Bayern de Múnich | Alemania | 2004-05 |
| Bundesliga                  | Bayern de Múnich | Alemania | 2005-06 |
| Copa de Alemania            | Bayern de Múnich | Alemania | 2005-06 |
| Copa de la Liga de Alemania | Bayern de Múnich | Alemania | 2007    |
| Bundesliga                  | Bayern de Múnich | Alemania | 2007-08 |
| Copa de Alemania            | Bayern de Múnich | Alemania | 2007-08 |
| Serie A                     | Inter de Milán   | Italia   | 2009-10 |
| Copa Italia                 | Inter de Milán   | Italia   | 2009-10 |
| Supercopa de Italia         | Inter de Milán   | Italia   | 2010    |
| Copa Italia                 | Inter de Milán   | Italia   | 2010-11 |
| Supercopa de Italia         | Juventus         | Italia   | 2012    |

### Copas internacionales
| Título                 | Club / Selección    | Sede                   | Año     |
| ---------------------- | ------------------- | ---------------------- | ------- |
| Copa Mundial de Fútbol | Selección de Brasil | Japón                  | 2002    |
| Copa Confederaciones   | Selección de Brasil | Alemania               | 2005    |
| Copa Confederaciones   | Selección de Brasil | Sudáfrica              | 2009    |
| Liga de Campeones      | Inter de Milán      | España                 | 2009-10 |
| Copa Mundial de Clubes | Inter de Milán      | Emiratos Árabes Unidos | 2010    |

### Distinciones individuales
| Distinción                                  | Año     |
| ------------------------------------------- | ------- |
| FIFA/FIFPro World XI                        | 2010    |
| Bola de Prata                               | 2000    |
| Kicker-Bundesliga (equipo de la temporada). | 2000-01 |
| Kicker-Bundesliga (equipo de la temporada). | 2001-02 |
| ESM "Team of the Year" (equipo del año)     | 2001-02 |
| Kicker-Bundesliga (equipo de la temporada). | 2002-03 |
| Kicker-Bundesliga (equipo de la temporada). | 2003-04 |
| Kicker-Bundesliga (equipo de la temporada). | 2005-06 |
| ESM "Team of the Year" (equipo del año)     | 2005-06 |
| ESM "Team of the Year" (equipo del año)     | 2009-10 |